# Phigys solitarius
O Lóris-solitário (Phigys solitarius) é uma espécie de ave da família Psittacidae.
É a única espécie no género Phigys e é endémica das Ilhas Fiji.
Os seus habitats naturais são: florestas subtropicais ou tropicais húmidas de baixa altitude.